# Terroso
Terroso is een plaats (freguesia) in de Portugese gemeente Póvoa de Varzim en telt 2472 inwoners (2001).